# Count Your Blessings
Albums de Bring Me the Horizon
This Is What the Edge of Your Seat Was Made For
(2004) Suicide Season
(2008)
Singles
1. Pray for Plagues
Sortie : 2007
2. For Stevie Wonder's Eyes Only (Braille)
Sortie : 2008

Count Your Blessings est le premier album studio du groupe de deathcore Anglais Bring Me the Horizon sorti en 2006, paru après leur démo intitulée This Is What The Edge Of Your Seat Was Made For.
Le titre de l'album est tiré d'une partie des paroles de la première piste de ce dernier, Pray for Plagues.
Le titre Liquor and Love Lost devait s'intituler à l'origine Dragon Slaying, mais les membres du groupe ont changé le nom peu avant la sortie de l'album. Cependant, de nombreux fans utilisent encore le titre original de la chanson pour la désigner.
Cet album est paru le 30 octobre de l'année 2006 en Europe sous le label Visible Noise, et est paru le 14 août 2007 dans le reste du monde.
L'album a été réédité en 2008 pour le Hot Topic : une reprise du groupe Slipknot, Eyeless, y a été ajoutée a l'album ainsi qu'un poster.

## Titres des chansons
1. Pray for Plagues - 4:21
2. Tell Slater Not to Wash His Dick - 3:30
3. Braille (For Stevie Wonder's Eyes Only) - 4:29
4. A Lot Like Vegas - 2:09
5. Black & Blue - 4:33
6. Slow Dance - 1:16
7. Liquor and Love Lost - 2:39
8. (I Used to Make Out With) Medusa - 5:38
9. Fifteen Fathoms, Counting - 1:56
10. Off the Heezay - 5:38

### Édition Hot Topic
- 11. Eyeless - 4:04 (reprise de Slipknot)

## Composition
- Oliver Sykes - Chant
- Curtis Ward - Guitare
- Lee Malia - Guitare
- Matt Kean - Basse
- Matt Nicholls - Batterie